# Hängende Küchen

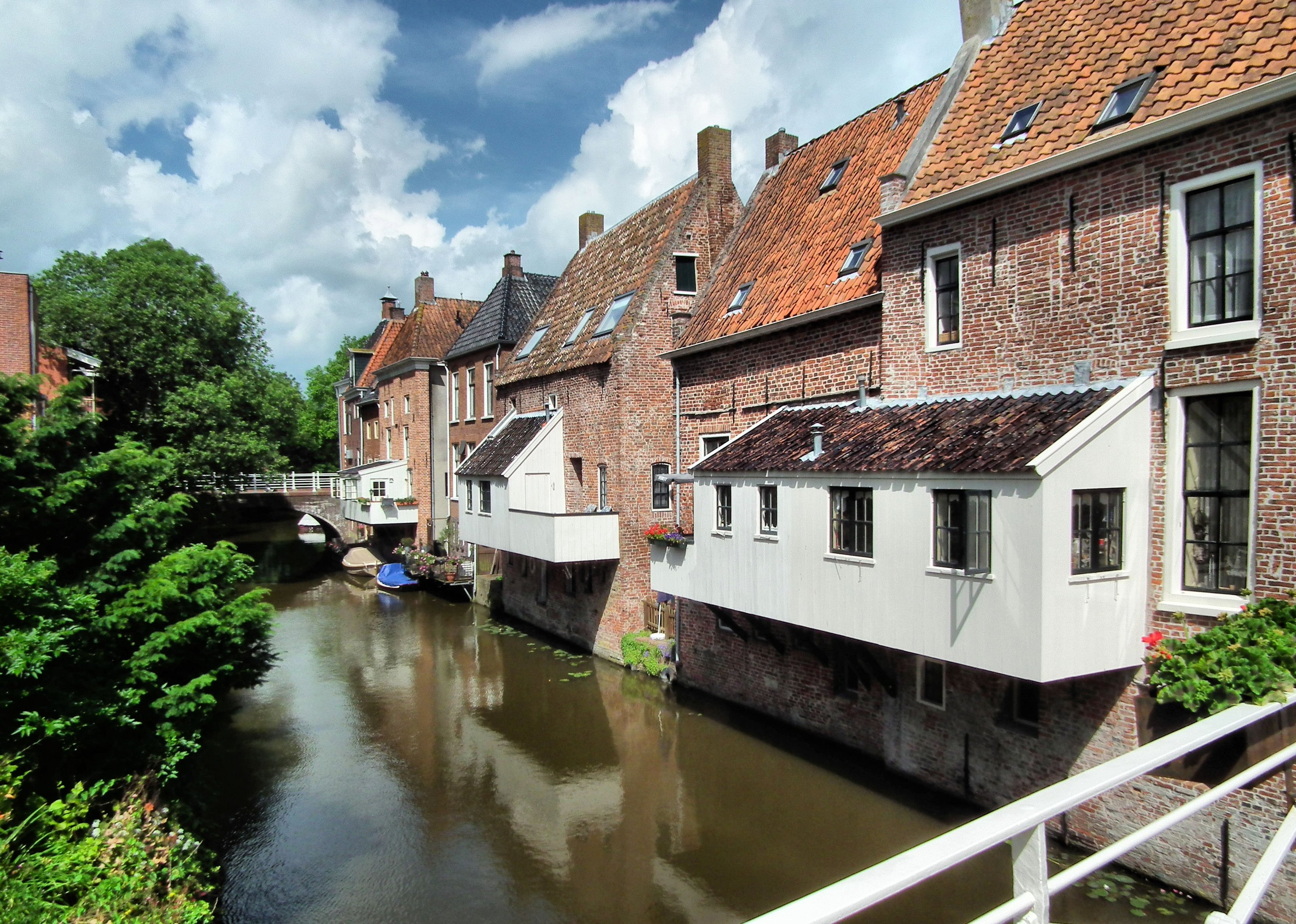
Die Hängenden Küchen über dem Kanal Damsterdiep in Appingedam

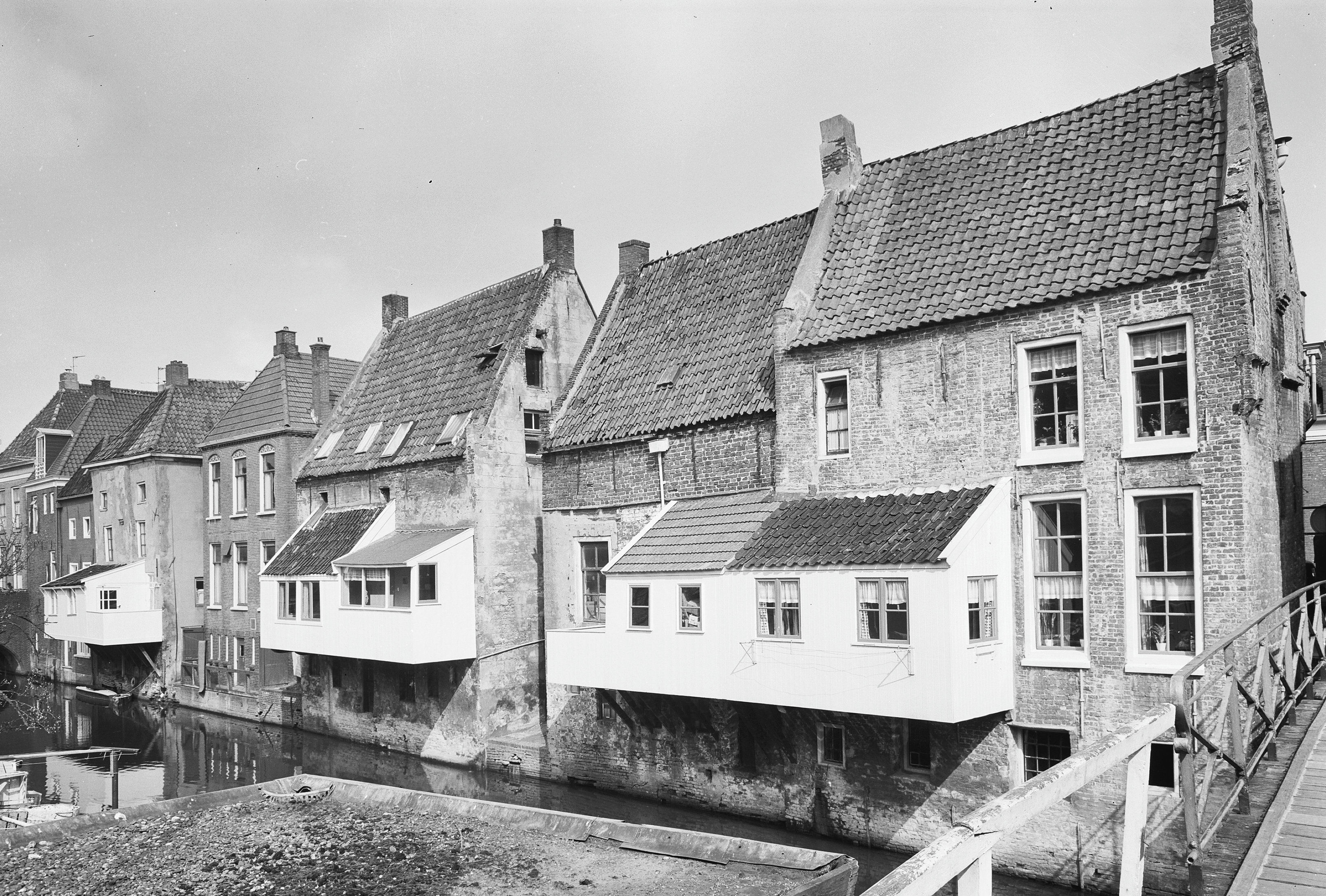
Fotografie aus dem Jahr 1966

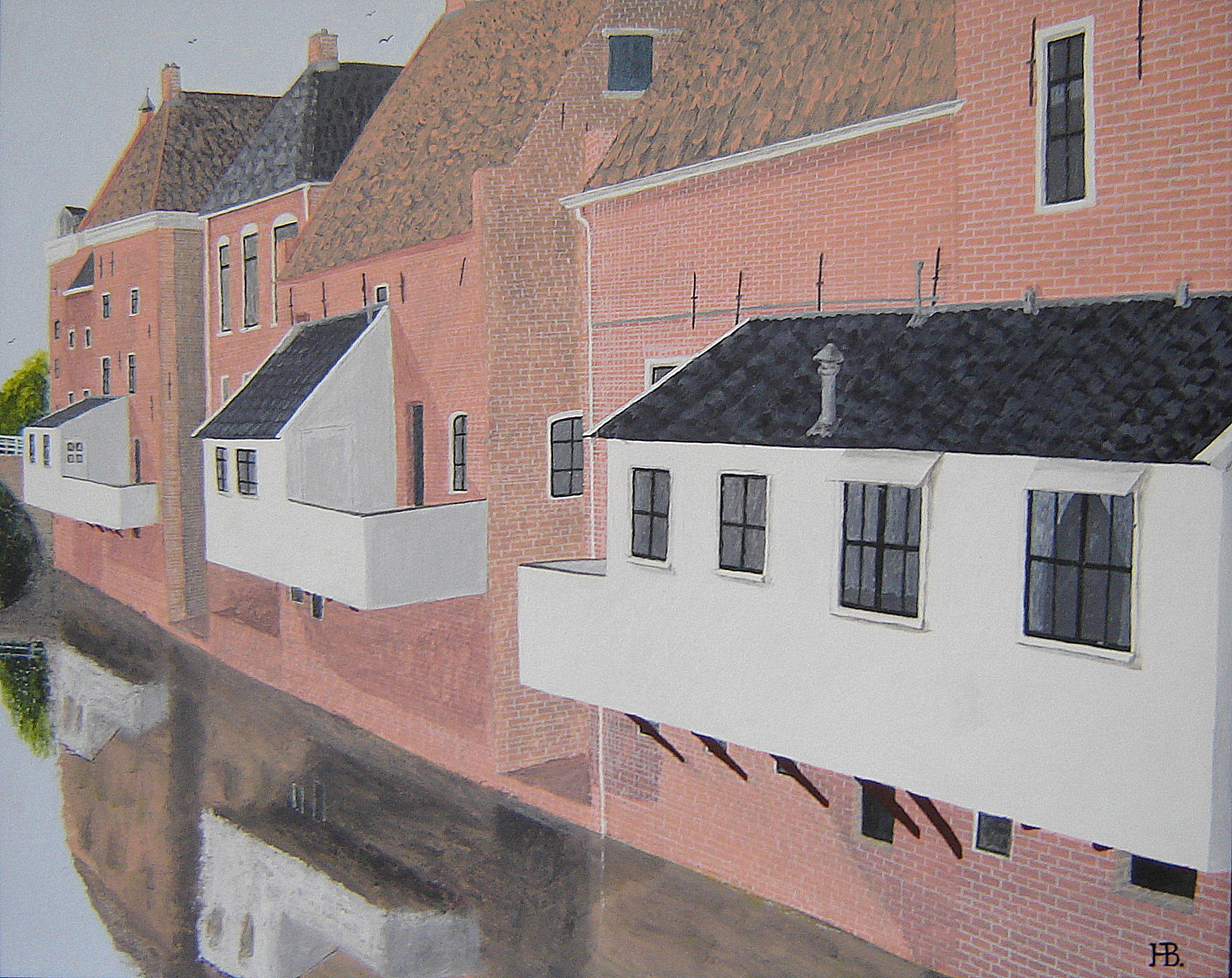
Die Hängenden Küchen auf einem Acryl-Gemälde des niederländischen Künstlers Harry Böhler

Die Hängenden Küchen (niederländisch Hangende Keukens) sind eine Sehenswürdigkeit in der niederländischen Stadt Appingedam in der Provinz Groningen.

## Beschreibung
Die drei Hängenden Küchen befinden sich auf der Rückseite der Häuser Nr. 10, 12 und 14 in einem Abschnitt der Solwederstraat in Appingedam zwischen zwei hölzernen Fußgängerbrücken über den Kanal Damsterdiep. Diese älteren aus Klinkersteinen erbauten Gebäude hatten ursprünglich zur Wasserseite hin Ladeluken und wurden früher als sogenannte „Packhäuser“ zum Be- und Entladen von Schiffen genutzt.
Nachdem Appingedam seine Bedeutung als Seehafen verloren hatte und die ursprüngliche Nutzung der Packhäuser aufgegeben worden war, erfolgte ein Umbau der Gebäude zu Wohnhäusern. Aufgrund der vorgegebenen Größe und Zuschnitte der Gebäude war jedoch der nachträgliche Einbau von Küchen nicht möglich. Die Architekten lösten die Aufgabe, indem sie die Küchen als Anbauten außen an die Häuser anfügten. Die neuen Küchenräume schweben frei einige Meter über dem Wasser.
Im Laufe der Zeit entwickelten sich die Hängenden Küchen von Appingedam zu einer Touristenattraktion und machten die Stadt weit über die Region und die Niederlande hinaus bekannt. Sie werden in Reiseführern als die Sehenswürdigkeit der Stadt aufgeführt und für das Stadtmarketing genutzt. Auch das „Reiseland Niedersachsen“ weist auf seiner Website auf die Hängenden Küchen im Nachbarland hin. Während einer Restaurierung der Gebäude in den Jahren 1980 bis 1983 wurden auch die hängenden Küchen weitgehend erneuert.
Im Rahmen der Feierlichkeiten anlässlich seines 75-jährigen Bestehens zeigte das Heimatmuseum (Museum Stad Appingedam) vom 28. Januar bis zum 28. Mai 2017 eine Sonderausstellung über die hängenden Küchen. Nach einem öffentlichen Aufruf des Museums an die Bevölkerung, Kunstwerke aller Art mit Darstellungen der hängenden Küchen und historische Fotografien oder Postkarten einzureichen, konnten diese in 100 verschiedenen Versionen ausgestellt werden. Das Museum besitzt selbst einige solche Kunstwerke, unter anderem ein über hundert Jahre altes „atmosphärisches Gemälde“ des niederländischen Malers Waalko Jans Dingemans sen.

## Denkmalschutz
Wegen der hängenden Küchen erhielt die Stadt Appingedam im Jahr 1972 das Prädikat „denkmalgeschütztes Stadtbild“ (niederländisch „beschermd stadsgezicht“).
Die Einzelhäuser mit den hängenden Küchen stehen jeweils als Rijksmonumente unter Denkmalschutz und sind in der Datenbank der niederländischen Denkmalschutzbehörde Rijksdienst voor Archeologie, Cultuurlandschap en Monumenten (RACM) unter folgenden Nummern erfasst worden:
- Solwederstraat 10 – Nr. 8234[8]
- Solwederstraat 12 – Nr. 8235[9]
- Solwederstraat 14 – Nr. 8236[10]